# 明克克里克 (愛達荷州)
明克克里克（英語：Glendale）是位於美國愛達荷州富蘭克林縣的一個非建制地區。該地的面積和人口皆未知。

## 地理
明克克里克的座標為42°13′42″N 111°42′57″W / 42.22833°N 111.71583°W，而該地的平均海拔高度為1569米（即5148英尺）。